# نمایش باکره‌های مسیحی در انظار عموم
نمایش باکرگان مسیحی در انظار عموم، نام یک اثر نقاشی رنگ روغن به‌سال ۱۸۸۴ میلادی، از فلیکس رسورکیون هیدالگو، نقاش برجستهٔ فیلیپینی است که در سبک دریافتگری و در ژانر تاریخی خلق شد.
تابلو آزار و اذیت مسیحیان در روم باستان را به‌تصویر می‌کشد. این اثر از جنبه‌های کیفیت، ترکیب و بافت تاریخی قابل‌توجه توصیف می‌شود. اثر دو دختر باکرهٔ مسیحی که به منظور تحقیر برهنه‌شده‌اند را به‌تصویر کشیده‌است، در حالی که توسط گروهی از مردان مورد تمسخر و آزار کلامی قرار گرفته‌اند.
این اثر اکنون در مالکیت موزه متروپولیتن مانیلا (en) قرار دارد.